# ملیتینا استانویتا
ملیتینا استانویتا (به انگلیسی: Melitina Staniouta) ژیمناست زادهٔ ۱۵ نوامبر ۱۹۹۳ میلادی اهل کشور بلاروس است.